# Malone - Un killer all'inferno
Malone - Un killer all'inferno (Malone) è un film statunitense del 1987 diretto da Harley Cokeliss.

## Trama
L'ex agente della CIA John Haggerty, rimane bloccato in una cittadina e aiuta un contadino e sua figlia ad andare contro lo sceriffo corrotto del paese Hawkins, al servizio di un costruttore terriero deciso a impossessarsi delle terre prendendo di mira i contadini.